# Evanna Lynch
Evanna Patricia Lynch (ur. 16 sierpnia 1991 w Termonfeckin) – irlandzka aktorka, znana z roli Luny Lovegood w ekranizacji powieści J.K. Rowling Harry Potter i Zakon Feniksa, Harry Potter i Książę Półkrwi oraz Harry Potter i Insygnia Śmierci.

## Życie prywatne
Pochodzi z Termonfeckin w hrabstwie Louth, w Irlandii. Mieszka ze swoim ojcem Donalem, matką Margueritą, starszymi siostrami – Mairead i Emily – oraz młodszym bratem Patrickiem.
Evanna była uczennicą w Carlton National School. Od 2003 roku uczyła się w Our Lady's College, Greenhills, żeńskiej szkole katolickiej w Drogheda, w Irlandii. Podczas kręcenia filmów nie chodziła do szkoły, lecz uczęszczała na prywatne lekcje. Ukończyła fantastykę na Centre for the Talented Youth of Ireland (CTYI) Wróciła do CTYI na drugą sesję w 2008 roku, podczas której wybrała dramat jako swój przedmiot.
Evanna Lynch jest weganką.
Evanna Lynch w wieku 12 lat zmagała się z anoreksją. Szybko jednak wyzdrowiała.
J.K. Rowling na jednym z forów internetowych skomentowała, że Evanna Lynch jest jedyną aktorką, która odpowiednio pokazała charakter Luny Lovegood.

## Kariera
23 stycznia 2006 roku, w wieku 14 lat, została w drodze castingu wybrana do roli Luny Lovegood, pokonując ponad 15 tysięcy innych kandydatek, ubiegających się o tę rolę. Z powodu swoich ciemnych brązowych włosów, musiała je przefarbować na prawie białe, by w ten sposób upodobnić się do granej przez siebie postaci. Na planie Lynch bardzo zaprzyjaźniła się z aktorką Bonnie Wright (filmową Ginny Weasley), Katie Leung (Cho Chang) oraz Afshan Azad (Padma Patil).
J.K. Rowling w momencie otrzymania James Joyce Award stwierdziła, że głos Evanny Lynch był jedynym, który „słyszała” podczas pisania kolejnych części powieści.

## Filmografia
| Rok  | Tytuł                                | Rola              | Premiera          |
| ---- | ------------------------------------ | ----------------- | ----------------- |
| 2007 | Harry Potter i Zakon Feniksa         | Luna Lovegood     | 27 lipca 2007     |
| 2009 | Harry Potter i Książę Półkrwi        | Luna Lovegood     | 17 lipca 2009     |
| 2010 | Harry Potter i Insygnia Śmierci cz.1 | Luna Lovegood     | 19 listopada 2010 |
| 2011 | Harry Potter i Insygnia Śmierci cz.2 | Luna Lovegood     | 7 lipca 2011      |
| 2014 | G.B.F                                | McKenzie Price    | 17 stycznia 2014  |
| 2015 | Danny and the Human Zoo              | Bridget Riordan   | 31 sierpnia 2015  |
| 2015 | Mam na imię Emily                    | Emily             | 7 lipca 2015      |
| 2015 | Addiction: A 60's Love Story         | Theresa Bornstein | 14 maja 2015      |
| 2019 | Lucia Joyce: Full Capacity           | Lucia Joyce       | 16 czerwca 2019   |
| 2019 | W szaleństwie jest metoda            | Abbie Fox         | 2 sierpnia 2019   |
| 2022 | Bus Girl                             | Beth              | 30 czerwca 2022   |